# Équipe de France masculine de handball au Championnat d'Europe 1998
Cet article relate le parcours de l'Équipe de France masculine de handball lors du Championnat d'Europe 1998 organisé en Italie du 29 mai au 7 juin 1998. Il s'agit de la 3e participation de la France aux Championnats d'Europe.
La France vise une place parmi les cinq premiers, synonyme de qualification pour le Championnat du monde 1999 en Égypte. Mais les Français réalisent une assez mauvaise compétition, n'étant en mesure de ne prendre en phase de poule que trois points (match nul face à Lituanie et victoire d'un but face à l'Italie) contre trois défaites face à la Suède, l'Allemagne et la Yougoslavie. Si elle termine avec une victoire face à la Croatie dans le match pour la 7e place, elle devra toutefois passer par la loterie des éliminatoires pour accéder au Championnat du monde 1999 et y obtenir une place qualificative pour les Jeux olympiques de Sydney en 2000.

## Présentation

### Qualification
La France doit passer par les qualifications pour participer à la compétition. Placée dans la poule 3, elle termine aisément première de sa poule avec 5 victoires et un match nul lors de son dernier match et obtient ainsi l'une des deux places qualificatives, :
|   | Équipe       | Pts | J | G | N | P | Bp  | Bc  | Diff |
| - | ------------ | --- | - | - | - | - | --- | --- | ---- |
| 1 | France       | 11  | 6 | 5 | 1 | 0 | 158 | 124 | 34   |
| 2 | Rép. tchèque | 6   | 6 | 2 | 2 | 2 | 141 | 146 | -5   |
| 3 | Slovénie     | 6   | 6 | 3 | 0 | 3 | 161 | 155 | 6    |
| 4 | Israël       | 1   | 6 | 0 | 1 | 5 | 133 | 168 | -35  |

| Équipe 1     | Score             | Équipe 2     |
| ------------ | ----------------- | ------------ |
| France       | 30 - 17 (15 - 9)  | Israël       |
| Israël       | 21 - 27 (11 - 12) | France       |
| Slovénie     | 23 - 27 (8 - 12)  | France       |
| France       | 26 - 24 (10 - 11) | Slovénie     |
| France       | 28 - 19 (17 - 7)  | Rép. tchèque |
| Rép. tchèque | 20 – 20 (12 - 6)  | France       |

### Matchs de préparation
La phase de préparation s'effectue en plusieurs étapes :
- du 10 au 15 mars : Supercoupe en Allemagne. La France termine deuxième après avoir été battue deux fois par l'Allemagne, en phase de groupes puis en finale[4] :
  - Phase de groupes (groupe A)
    - 10 mars 1998, 18h00, Ludwigshafen : France bat Croatie 28 à 21 (18-8)
    - 11 mars 1998, 18h00, Ludwigshafen : France bat Roumanie 30 à 12 (15-7)
    - 13 mars 1998, 20h00, Karlsruhe : Allemagne bat France 27 à 22 (14-9)

  - Demi-finale, 14 mars 1998, 13h00, Stuttgart : France bat RF Yugoslavie 24 à 22 (9-12)
  - Finale, 15 mars 1998, 15h00, Stuttgart : Allemagne bat France 19 à 18 (8-11)
- 9 et 10 mai : France-Pologne à Vittel puis à Nancy
- du 13 au 17 mai : tournoi d'Espagne avec l'Egypte, l'Autriche et l'Espagne[5]. Gardiens de buts : C. Gaudin (31 ans, Hameln/All), B. Varloteaux (26 ans, Chambéry), F. Franck (28 ans, Paris SG). Joueurs de champ : P. Cazal (27 ans, Montpellier), G. Gille (21 ans, Chambéry), G. Kervadec (26 ans, Magdebourg/All), C. Burdet (23 ans, Montpellier), D. Dinart (21 ans, Montpellier), A. Golić (24 ans, Montpellier), O. Girault (25 ans, Massy), S. Zuzo (21 ans, Massy), J. Fernandez (21 ans, Toulouse), S. Joulin (27 ans, Eisenach/All), P. Léandri (23 ans, Dunkerque), S. Stoecklin (29 ans, Minden/All), J. Richardson (28 ans, Groswallstadt/All).
- du 21 au 23 mai : 12e Tournoi de Paris-Bercy[6] avec le Japon, la Tunisie et l'Allemagne :
  - 1re journée : France bat Japon 29 à 17[7] et Allemagne  bat Tunisie 28 à 21 (15-11)[8]
  - 2e journée : France bat Tunisie 33 à 22 (17-6)[7] et Allemagne bat Japon 25 à 11 (13-6)[8].
    - France : GB : Franck (60 minutes). Fernandez (6 dont 1 pen.), Dinart (1), Burdet (2), Gille (4), Plantin (2), Léandri (3), Golić (3 dont 1 pen.), Girault (4), Zuzo (1), Richardson (1), Stoecklin (4), Cazal (2)
    - Tunisie : GB : Sanaa (30 min), Mestiri (30 min). Jlidi (2), Ad.Belhareth (3 dont 1 pen.), Ben Amor (3 dont ? pen.), Messaoudi (1), Madi (4 dont 1 pen.), Jerou (4), Ben Chouika (3), Seboui (1), Bousnina (1).

  - 3e journée[8] : France et Allemagne 25 à 25 (11-13). 
    - France : GB : Gaudin, Varloteaux. Fernandez (8 buts, dont 2 pen.), Dinart (1), Gille (3), Plantin (1), Kervadec (4), Leandri, Golic, Girault, Zuzo, Richardson, Stoecklin (8), Cazal
    - Allemagne : GB : Fritz, Wiechers. Siemens (1 but), Wenta (2), Kretzschmar (7, dont 2 pen.), Schwarzer (1), Petersen, Ziercke (4), Baur (1), Schwalb, Lehmann, Karrer, Stephan (2), Löhr (7)
    - Sanctions : 10 fois 2 minutes et un carton rouge (Dinart, 48e pour 3 exclusions temporaires) pour la France et 6 fois 2 minutes pour l'Allemagne
    - Arbitres : Gallego/Lamas (Espagne) ; 10000 spectateurs.

  - Classement final[9]: 1. France, 5 pts (+ 23) ; 2. Allemagne, 5 pts (+ 21) ; 3. Tunisie, 2 pts ; 4. Japon, 0.

### Effectif
Wiltberger, Joulin, Cordinier ont dû déclarer forfait pour cause de blessures. Ajoutés aux méformes ou mises à l'écart, huit joueurs ont intégré le groupe avant le début de l'Euro. Stéphane Plantin, victime lors du Tournoi de Bercy d'une grosse béquille à la cuisse, a accompagné l'équipe de France, mais n'a finalement pas joué pendant la compétition. Enfin, Benoît Varloteaux (entorse du poignet droit), Jackson Richardson (blocage articulaire au genou droit) et Guillaume Gille (blocage articulaire au pied droit) ont été légèrement blessé avant le match face à l'Italie mais ont ensuite pu tenir leur rang.

## Résultats

### Phase de poule (Groupe A)
|   | Équipe         | Pts | J | G | N | P | Bp  | Bc  | Diff |
| - | -------------- | --- | - | - | - | - | --- | --- | ---- |
| 1 | Suède          | 8   | 5 | 4 | 0 | 1 | 130 | 111 | 19   |
| 2 | Allemagne      | 8   | 5 | 4 | 0 | 1 | 125 | 102 | 23   |
| 3 | RF Yougoslavie | 6   | 5 | 3 | 0 | 2 | 125 | 121 | 4    |
| 4 | France*        | 3   | 5 | 1 | 1 | 3 | 110 | 125 | -15  |
| 5 | Lituanie*      | 3   | 5 | 1 | 1 | 3 | 100 | 115 | -15  |
| 6 | Italie         | 2   | 5 | 1 | 0 | 4 | 106 | 122 | -16  |

| Date     | Équipe 1 | Score   | Équipe 2       |
| -------- | -------- | ------- | -------------- |
| 29 mai   | France   | 20 – 20 | Lituanie       |
| 30 mai   | France   | 22 – 25 | Suède          |
| 1er juin | France   | 23 – 22 | Italie         |
| 3 juin   | France   | 23 – 30 | Allemagne      |
| 4 juin   | France   | 22 – 28 | RF Yougoslavie |

* La France et la Lituanie se retrouvent avec le même nombre de points (3), une différence de but particulière nulle (match nul) et la même différence de but globale (-15). La France prend alors la 4e place au nombre de buts 

#### Match nul face à la Lituanie: la première fausse note
Face à l'équipe à priori la plus adorable de la poule A, l'équipe de France gâche, dans les dernières secondes, l'occasion de signer son premier succès. Une entrée en matière décevante. 
| 29 mai 1998 16h00 | France                 | 20-20    | Lituanie       | Patinoire, Bolzano Affluence : 1 500 Arbitrage : Gallego et Lamas |
| 29 mai 1998 16h00 | Stéphane Stoecklin (8) | (9-10)   | Vilaniskis (6) | Patinoire, Bolzano Affluence : 1 500 Arbitrage : Gallego et Lamas |
| 29 mai 1998 16h00 | ×3 ×4                  | FFHB EHF | ×3 ×4          | Patinoire, Bolzano Affluence : 1 500 Arbitrage : Gallego et Lamas |

- France
  - Gardiens : Franck (14 min, 2 arrêts), Gaudin (46 min, 5 arrêts dont 1 pen.).
  - Buteurs : Stoecklin (8 dont 1 pen.), Gille (4), Girault (4), Richardson (2), Burdet (1), Fernandez (1), Dinart, Kervadec, Léandri, Zuzo.
  - 3 avertissements, 4 exclusions temporaires : Dinart (16e), Girault (25', 52e), Burdet (40e). 8 ballons perdus.
- Lituanie
  - Gardiens Savonis (43 min, 6 arrêts), Vaskevic (17 min, 3 arrêts).
  - Buteurs : Vilaniskis (6 dont 1 pen.), Marcinkovicius (4), Bucys (3 dont 1 pen.), Rasikevicius (2), Klimciauskas (2), Savukynas (2), Galkauskas (1).
  - 3 avertissements, 4 exclusions temporaires : Gedvilas (14e, 47e), Galkauskas (32e), Marcinkevicius (51e). 14 ballons perdus.
- Evolution du score : 1-0 (2e), 1-2 (4e), 5-3 (9e), 6-6 (14e), 6-7 (18e), 8-9 (26e), 8-10 (29e), 12-13 (35e), 16-13 (40e), 17-17 (46e), 19-17 (49e), 20-18 (58e), 20-20 (60e).

#### Défaite face à la Suède: du mieux mais...
« J'ai dit aux joueurs que j'étais fier de leur prestation. Ils ont été vaillants parfois même brillants ». Daniel Costantini, en dépit de la défaite, a noté de l'amélioration dans l'esprit des Bleus. Mais les blessures de Richardson (genou), Gille (pied) et Varloteaux (poignet) ont de quoi inquiéter.  
| 30 mai 1998 16h00 | France               | 22-25                | Suède                | Patinoire, Bolzano Affluence : 4 600 Arbitrage : Vladimir Vujnovic, Petar Mladinic |
| 30 mai 1998 16h00 | Jérôme Fernandez (6) | (13-13)              | Magnus Wislander (6) | Patinoire, Bolzano Affluence : 4 600 Arbitrage : Vladimir Vujnovic, Petar Mladinic |
| 30 mai 1998 16h00 | ×3 ×2                | FFHB EHF Le Parisien | ×3                   | Patinoire, Bolzano Affluence : 4 600 Arbitrage : Vladimir Vujnovic, Petar Mladinic |

- France
  - Gardiens : Gaudin (30 min, 7 arrêts dont 1 pen.), Varloteaux (30 min, 9 arrêts dont 1 pen.).
  - Buteurs : Fernandez (6), Golić (5 dont 2 pen.), Gille (4), Stoecklin (3), Kervadec (2), Burdet (1), Dinart (1), Zuzo, Léandri, Richardson
  - 3 avertissements, 2 exclusions temporaires : Dinart (23e), Kervadec (54e). 5 ballons perdus.
- Suède
  - Gardiens : Gentzel (60 min, 17 arrêts).
  - Buteurs : Wislander (6), Pettersson (5), Olsson (4), Frändesjö (3), Lövgren (3 dont 1 pen.), Vranjes (3 dont 2 pen.), Sivertsson (1), M. Andersson.
  - 3 avertissements, 3 exclusions temporaires : Wislander (41e), Sivertsson (50e), Olsson (58e). 8 ballons perdus.
- Evolution du score : 1-0 (2e), 1-3 (6e), 3-5 (10e), 6-8 (15e), 7-10 (20e), 10-11 (25e), 13-12 (28e), 14-17 (40e), 17-20 (45e), 18-22 (48e), 21-22 (52e), 21-24 (56e).

#### Victoire face à l'Italie: première victoire laborieuse
Les absences de Richardson et Gille, victimes de blocages articulaires respectivement au genou droit et au pied droit, ont pesé sur une équipe de France encore mise en difficulté face pourtant à de modestes italiens. « Nous sommes parmi les meilleurs de la D2 de cet Euro » commente laconiquement Daniel Costantini.
| 1er juin 1998 20h00 | France                 | 23-22    | Italie    | Patinoire, Bolzano Affluence : 2 500 Arbitrage : Migas et Bavas |
| 1er juin 1998 20h00 | Stéphane Stoecklin (6) | (11-10)  | Ricci (7) | Patinoire, Bolzano Affluence : 2 500 Arbitrage : Migas et Bavas |
| 1er juin 1998 20h00 | ×3 ×4                  | FFHB EHF | ×1        | Patinoire, Bolzano Affluence : 2 500 Arbitrage : Migas et Bavas |

- France
  - Gardiens : Gaudin (51 min, 9 arrêts), Franck (9 min, 4 arrêts).
  - Buteurs : Stoecklin (6), Fernandez (5), Burdet (4), Golić (4 dont 3 pen.), Cazal (3), Kervadec (1), Dinart, Girault, Zuzo, Léandri.
  - 3 avertissements, 4 exclusions temporaires : Stoecklin (19e), Fernandez (29e), Dinart (34e), Burdet (58e). 9 ballons perdus.
- Italie
  - Gardiens : Trojer (22 min, 3 arrêts), Mestriner (38 min, 7 arrêts).
  - Buteurs : Ricci (7), Flego (5), Massotti (4 dont 2 pen.), Guerrazzi (2), Tarafino (2), Tabanelli (1), Fonti (1), Permunian, Prantner, Boschi.
  - 1 avertissement, 1 exclusion temporaire : Guerrazzi (41e). 13 ballons perdus.
- Evolution du score : 1-2 (3e), 3-2 (9e), 6-4 (17e), 10-9 (28e), 14-12 (36e), 15-15 (41e), 19-16 (48e), 19-19 (51e), 22-19 (56e), 22-21 (57e), 23-22 (59e)

#### Défaite face à l'Allemagne: bien trop forte
En dépit d'une belle réaction d'orgueil, la France avec les retours sur le parquet de Richardson, Gille et Varloteaux, s'incline sévèrement mais logiquement face à des Allemands toujours aussi impressionnants depuis le début de la compétition. 
| 3 juin 1998 20h00 | France                 | 23-30    | Allemagne                    | MeranArena, Mérano Affluence : 3 000 Arbitrage : Vladimir Vujnovic, Petar Mladinic |
| 3 juin 1998 20h00 | Stéphane Stoecklin (4) | (11-13)  | Kretzschmar (8), Stephan (8) | MeranArena, Mérano Affluence : 3 000 Arbitrage : Vladimir Vujnovic, Petar Mladinic |
| 3 juin 1998 20h00 | ×3                     | FFHB EHF | ×3                           | MeranArena, Mérano Affluence : 3 000 Arbitrage : Vladimir Vujnovic, Petar Mladinic |

- France
  - Gardiens : Varloteaux (53 min, 9 arrêts), Gaudin (7 min, 0 arrêt).
  - Buteurs : Stoecklin (4), Gille (3), Golić (3 dont 2 pen.), Cazal (3), Kervadec (3), Girault (2), Richardson (2), Fernandez (2), Burdet (1), Dinart.
  - 3 avertissements, 3 exclusions temporaires : Dinart et Girault (47e), Richardson (44e). 12 ballons perdus.
- Allemagne
  - Gardiens : Holpert (30 min, 5 arrêts), Fritz (30 min, 8 arrêts).
  - Buteurs : Kretzschmar (8), Stephan (8), Schwarzer (5), Wenta (4), Löhr (2), Petersen (1), Baur (1), Schwalb (1), Ziercke, Bezdicek.
  - 3 avertissements, 3 exclusions temporaires : Bezdicek (32' et 44e), Petersen (34e). 10 ballons perdus.
- Evolution du score 2-0 (6e), 3-1 (9e), 4-4 (14e), 5-6 (18e), 6-9 (21e), 10-10 (25e), 11-16 (35e), 12-19 (40e), 13-21 (42e), 17-22 (46e), 18-26 (52e), 23-30 (60e).

#### Défaite face à la Yougoslavie: pas de qualification directe...
En dépit d'une bonne première mi-temps, les Bleus craquent en seconde période et s'inclinent logiquement face à des Yougoslaves sans génie mais volontaires. La cinquième place de l'Euro et la qualification directe pour le Mondial 99 
s'envole. 
| 4 juin 1998 18h00 | France              | 22-28   | RF Yougoslavie   | MeranArena, Mérano Affluence : 1 500 Arbitrage : Bülow, Lübker |
| 4 juin 1998 18h00 | Guillaume Gille (6) | (14-14) | Nenad Maksić (8) | MeranArena, Mérano Affluence : 1 500 Arbitrage : Bülow, Lübker |
| 4 juin 1998 18h00 | FFHB EHF            |         |                  | MeranArena, Mérano Affluence : 1 500 Arbitrage : Bülow, Lübker |

- France
  - Gardiens : Gaudin (59 min, 9 arrêts), Franck (1 min, arrêt 1 pen.).
  - Buteurs : Gille (6), Richardson (4), Fernandez (3 dont 1 pen.), Kervadec (2), Girault (2), Stoecklin (2 dont 1 pen.), Dinart (1), Zuzo (1), Cazal (1), Burdet.
  - 3 avertissements, 3 exclusions temporaires : Dinart (12' et 33e), Cazal (17e). 7 ballons perdus.

- RF Yougoslavie
  - Gardiens Perić (59 min, 17 arrêts), Đorđić (1 min, 0 arrêt).
  - Buteurs : Maksić (8), Peruničić (7 dont 4 pen.), Stefanovič (6), Jovanović (3), Škrbić (3), Butulija (1), Petrić, Lapčević, Sudzum, Kokir.
  - 3 avertissements, 5 exclusions temporaires : Peruničić (6e), Stefanovič (25e), Kokir (40e), Lapčević (50e), Jovanović (59e). 15 ballons perdus.
- Evolution du score : 1-2 (3e), 4-3 (6e), 5-7 (15e), 88 (19e), 12-9 (23e), 13-13 (26e), 14-17 (35e), 15-19 (38e), 16-21 (44e), 19-25 (52e), 21-28 (57e), 22-28 (60e).

### Match de classement

#### Victoire face à la Croatie: une bonne note pour finir
En alignant ses jeunes pousses, Daniel Costantini a voulu déjà mettre un pied dans les prochaines qualifications qui se disputeront à partir du mois de septembre. Zuzo et Fernandez en profitent pour briller. La France termine donc septième d'une compétition qui a mis en évidence la jeunesse du groupe, son manque d'expérience mais aussi l'assurance de son potentiel.
| 6 juin 1998 18h00 | France               | 30-28    | Croatie            | Patinoire, Bolzano Affluence : 1 500 Arbitrage : Migas et Bavas |
| 6 juin 1998 18h00 | Jérôme Fernandez (8) | (16-12)  | Zoran Mikulić (10) | Patinoire, Bolzano Affluence : 1 500 Arbitrage : Migas et Bavas |
| 6 juin 1998 18h00 | ×3 ×4                | FFHB EHF | ×1 ×3              | Patinoire, Bolzano Affluence : 1 500 Arbitrage : Migas et Bavas |

- France
  - Gardiens : Franck (30 min, 9 arrêts), Varloteaux (30 min, 7 arrêts).
  - Buteurs : Fernandez (8), Zuzo (7), Cazal (6), Burdet (5), Gille (2), Girault (2), Kervadec, Dinart, Golić, Richardson.
  - 3 avertissements, 4 exclusions temporaires Gille (33e), Girault (35e), Cazal, Dinart. 8 ballons perdus.

- Croatie
  - Gardiens : Kelentrić (56 min, 9 arrêts), Bašić (4 min, 0 arrêt).
  - Buteurs : Mikulić (10 dont 1 pen.), Goluža (5), Ćavar (4), Džomba (3), Tomljanović (2), Jović (2), Obrvan (1), Kljaić (1), Paljar, Baltić.
  - 1 avertissement, 3 exclusions temporaires : Jović (17e), Goluža (40e), Kljaić (45e). 13 ballons perdus.
  - Evolution du score : 2-2 (3e), 5-5 (8e), 10-7 (18e), 13-10 (23e), 15-10 (26e), 16-12 (30e), 19-13 (34e), 20-19 (40e), 23-22 (46e), 27-24 (54e), 27-26 (57e), 30-28 (60e).

## Statistiques et récompenses

### Récompenses
Aucun joueur de l'équipe de France ne figure dans équipe-type de la compétition.

### Statistiques des joueurs
Aucun joueur de l'équipe de France ne figure parmi les meilleurs buteurs de la compétition.
| Joueur             | Buts par match | Buts par match | Buts par match | Buts par match | Buts par match | Buts par match | Total | Matchs | Moy. |
| ------------------ | -------------- | -------------- | -------------- | -------------- | -------------- | -------------- | ----- | ------ | ---- |
| Joueur             |                |                |                |                |                |                | Total | Matchs | Moy. |
| Stéphane Stoecklin | 8              | 3              | 6              | 4              | 2              | NR             | 23    | 5      | 4,6  |
| Jérôme Fernandez   | 1              | 6              | 5              | 2              | 3              | 8              | 25    | 6      | 4,2  |
| Guillaume Gille    | 4              | 4              | NR             | 3              | 6              | 2              | 19    | 5      | 3,8  |
| Patrick Cazal      | NR             | NR             | 3              | 3              | 1              | 6              | 13    | 4      | 3,3  |
| Andrej Golić       | NR             | 5              | 4              | 3              | NR             | 0              | 12    | 4      | 3,0  |
| Olivier Girault    | 4              | NR             | 0              | 2              | 2              | 2              | 10    | 5      | 2,0  |
| Cédric Burdet      | 1              | 1              | 4              | 1              | 0              | 5              | 12    | 6      | 2,0  |
| Jackson Richardson | 2              | 0              | NR             | 2              | 4              | 0              | 8     | 5      | 1,6  |
| Semir Zuzo         | 0              | 0              | 0              | NR             | 1              | 7              | 8     | 5      | 1,6  |
| Guéric Kervadec    | 0              | 2              | 1              | 3              | 2              | 0              | 8     | 6      | 1,3  |
| Didier Dinart      | 0              | 1              | 0              | 0              | 1              | NR             | 2     | 5      | 0,4  |
| Pascal Léandri     | 0              | 0              | 0              | NR             | NR             | 0              | 0     | 4      | 0,0  |
| Total              | 20             | 22             | 23             | 23             | 22             | 30             | 140   | 6      | 23,3 |

NR : non retenu pour le match (seulement 12 joueurs sur la feuille de match, généralement 10 joueurs de champ et 2 gardiens de buts)

### Statistiques des gardiens de buts
| Joueur            | Arrêts par matchs | Arrêts par matchs | Arrêts par matchs | Arrêts par matchs | Arrêts par matchs | Arrêts par matchs | Total  | Matchs | Moy.   |
| ----------------- | ----------------- | ----------------- | ----------------- | ----------------- | ----------------- | ----------------- | ------ | ------ | ------ |
| Joueur            |                   |                   |                   |                   |                   |                   | Total  | Matchs | Moy.   |
| Benoît Varloteaux | NR                | 9                 | NR                | 9                 | NR                | 7                 | 25     | 3      | 8,3    |
| Francis Franck    | 14                | NR                | 4                 | NR                | 1                 | 9                 | 28     | 4      | 7,0    |
| Christian Gaudin  | 5                 | 7                 | 9                 | 0                 | 9                 | NR                | 30     | 5      | 6,0    |
| Total             | 19                | 16                | 13                | 9                 | 10                | 16                | 83     | 6      | 13,8   |
| Buts encaissés    | 20                | 25                | 22                | 30                | 22                | 28                | 147    | 6      | 24,5   |
| % Arrêts          | 48,7 %            | 39,0 %            | 37,1 %            | 23,1 %            | 31,3 %            | 36,4 %            | 36,1 % | -      | 36,0 % |